# Crocidura attila
Crocidura attila är en däggdjursart som beskrevs av Guy Dollman 1915. Crocidura attila ingår i släktet Crocidura, och familjen näbbmöss. IUCN kategoriserar arten globalt som livskraftig. Inga underarter finns listade i Catalogue of Life.
Denna näbbmus förekommer i centrala Afrika från östra Nigeria till östra Kongo-Kinshasa och möjligen Uganda. I bergstrakter når arten 1900 meter över havet. Habitatet utgörs av skogar.